# Катала-Рока, Франсеск
Франсеск Катала-Рока (кат. Francesc Català Roca, 19 марта 1922, Вальс — 5 марта 1998, Барселона) — выдающийся испанский фотограф.

## Биография
Фотографировать он начал уже в 13 лет, так как отец его, Пере Катала Пик, был одним из первых в Испании коммерческих фотографов, который делал рекламу. Свою лабораторию Франсеск открывает в 1948 году. Снимает также кино: его фильм Ciudad Condal получает премию города Барселона в 1951 году. В 1970 году снял серию документальных фильмов о художниках — Чильиде, Миро, и т. д. В 1973 году перестает снимать черно-белые фотографии.
Франсеск прославился как мастер репортажной и бытоописательной съемки. Работал в разных изданиях, в том числе в «Судьба» (исп. Destino) и «Авангард» (исп. “La Vanguardia”). Первую персональную выставку организовал в 1953 году. Проиллюстрировал более 50 книг, среди них — Монастыри в Каталонии (кат. Els monestir catalans, 1968), Пиренеи, (кат. El Pirineu, 1970) o история каталонского искусства (кат. Història de l'Art Català, 1983).
Одна из самых знаменитых его серий фотографий — коррида в Куэнке, в 1954 году, где выступил знаменитый тореро Луис Мигель Домингин.
Его сравнивают с Анри Картье-Брессоном и Робером Дуано, хотя известности у него значительно меньше. Стал первым фотографом в Испании, кто получил в 1982 году Национальную премию изобразительных искусств , так как отдельной премии в области фотографии ещё не существовало. Катала-Рока также получил две премии муниципалитета Барселоны и медаль за заслуги в искусстве. Его наследие — более 200 000 негативов.
Проиллюстрировал более пятидесяти книг, большая часть которых — этнографические очерки о разных провинциях Испании и других стран. Теперь его творчеством в равной степени интересуются искусствоведы, историки и этнографы — первые изучают его вклад в художественные течения эпохи, вторые с его помощью воссоздают Испанию 50-х — 60-х годов.
В Москве впервые его творчество было показано в рамках выставки «Испания 50-х годов: взгляд Катала-Рока» в Институте Сервантеса в марте 2005 года.

## Катала-Рока о фотографии
Тот факт, что врач, глядя на фотографию человека, может поставить диагноз, говорит о том, что на фотографии изображено нечто большее, чем просто фигура человека.
Когда мы фотографируем, то выбираем из такого количества возможностей, точек зрения, ситуаций, что сам этот выбор уже есть творчество.
Фотография — такое юное искусство внутри общей истории искусств, что даже в молодых странах могут возникнуть или сформироваться классики этого жанра.
И теперь, когда мы переели цвета, пора переходить на максимально монохромные работы, близкие к черно-белой лаконичности, чтобы постепенно повышать тон и идти к появлению разных цветов, но так, чтобы они не кидались в глаза, а сливались между собой.
Люди в конце этого века будут смотреть на фотографии, но потом они не смогут ответить на вопрос — были ли это черно-белые или цветные фотографии, потому что цвет уже заполонит все.